# Abdul Kalam
Avul Pakir Jainulabdeen Abdul Kalam (Rameswaram, 15 ottobre 1931 – Shillong, 27 luglio 2015) è stato un politico indiano.
È stato l'undicesimo Presidente dell'India (il terzo di religione musulmana), esercitando tale incarico dal 2002 al 2007. A causa del suo stile di lavoro non convenzionale, è anche conosciuto popolarmente come il Presidente del Popolo. Prima del suo mandato come presidente indiano, si è distinto come ingegnere visionario e gli è stata assegnata la più alta onorificenza civile indiana, il Bharat Ratna nel 1997.
Gli è stata dedicata dalla NASA la sonda spaziale Kalam SAT.